# Goor (Waldgebiet)

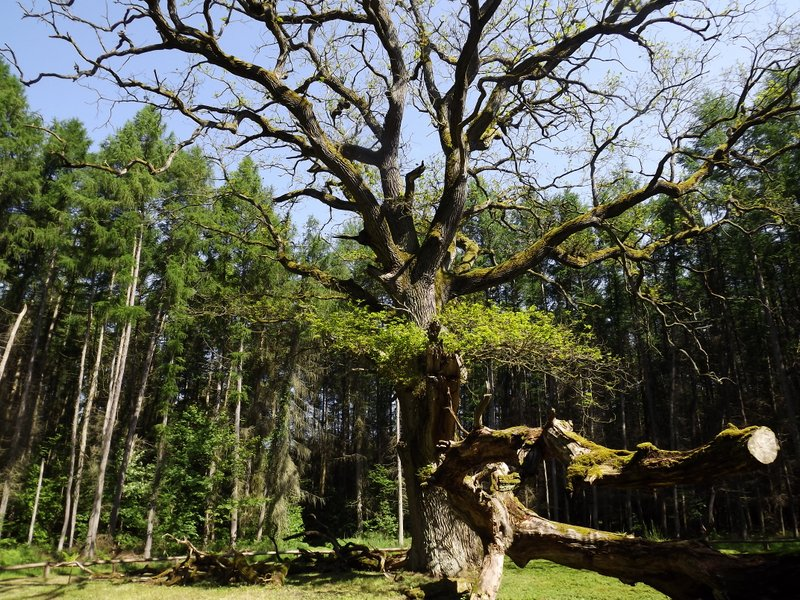
Naturdenkmal „Schirmeiche Goor“ im Wald

Die Goor ist ein sieben Hektar großes Waldgebiet auf der Insel Rügen bei Lauterbach, einem Ortsteil der Stadt Putbus, welches sich über 1,5 km unmittelbar am Ufer des Greifswalder Boddens erstreckt. Der Wald der Goor besteht überwiegend aus Rotbuchen und Stieleichen und ist Teil des Naturschutzgebiets Goor-Muglitz.

## Die Waldung
Das Waldgebiet besteht aus alten und neu gepflanzten Bäumen, vor allem Rotbuchen, Hainbuchen, Stieleichen, Vogel-Kirschen und Nadelbäumen wie Kiefern und Fichten. Dazwischen liegen mehrere kleine Feuchtgebiete (Waldtümpel), oft auch offene Moore, besonders sehenswert ist das Kesselmoor im Nordwestbereich der Goor. In der Fläche befinden sich darüber hinaus mindestens sieben Hügelgräber. Durch den Wald ziehen sich Spazier- und Wanderwege, ein Rundweg ist als Pfad der Muße und Erkenntnis angelegt. Er führt in großen Teilen am Nordufer des Rügenschen Boddens entlang und entstand auf Initiative der Michael Succow-Stiftung für den Schutz der Natur in Zusammenarbeit mit dem Biosphärenreservat Südost-Rügen.

## Badehaus

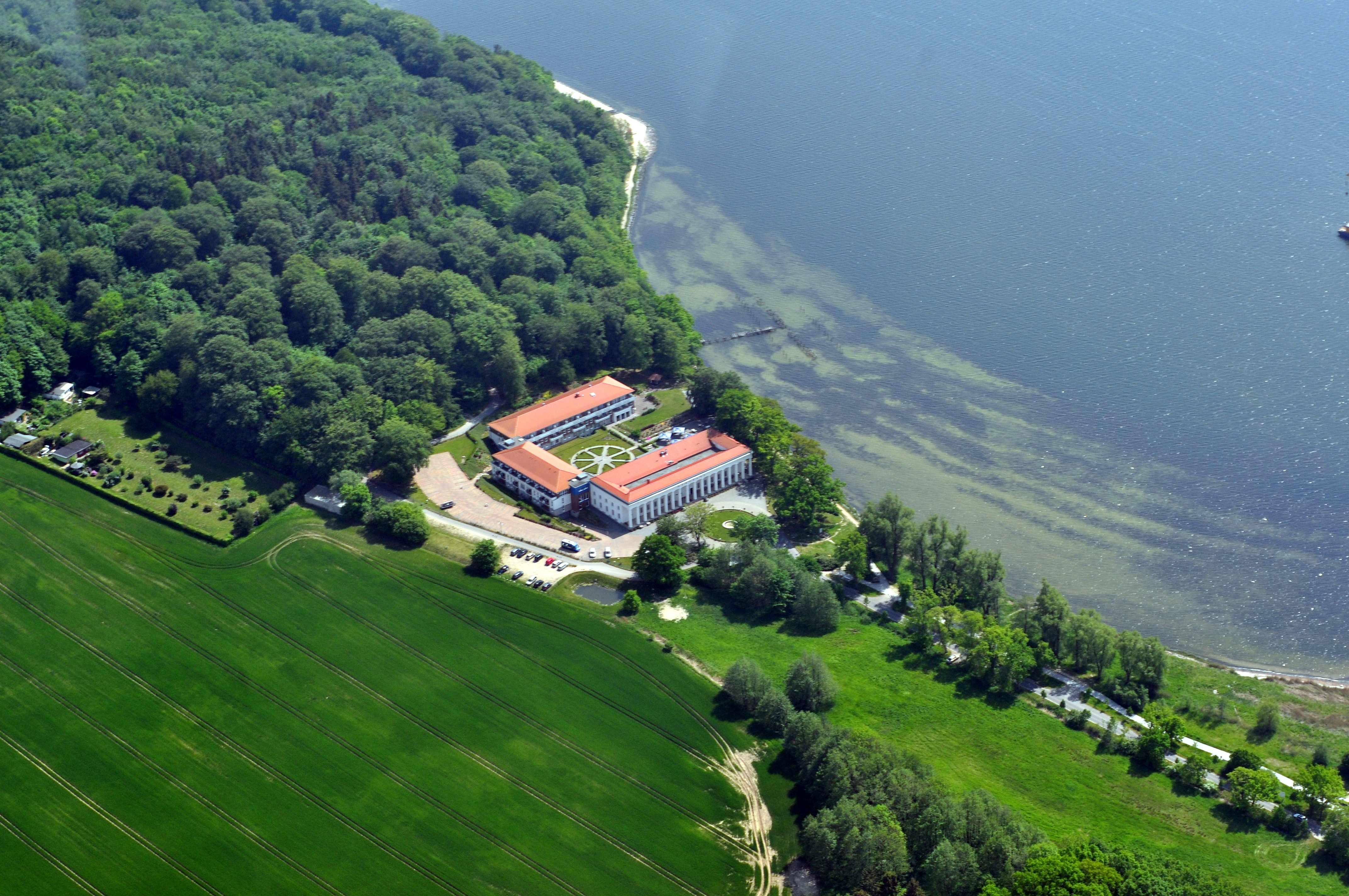
Wald (oben links) und das randlich gelegene Badehaus, Luftaufnahme (2011)

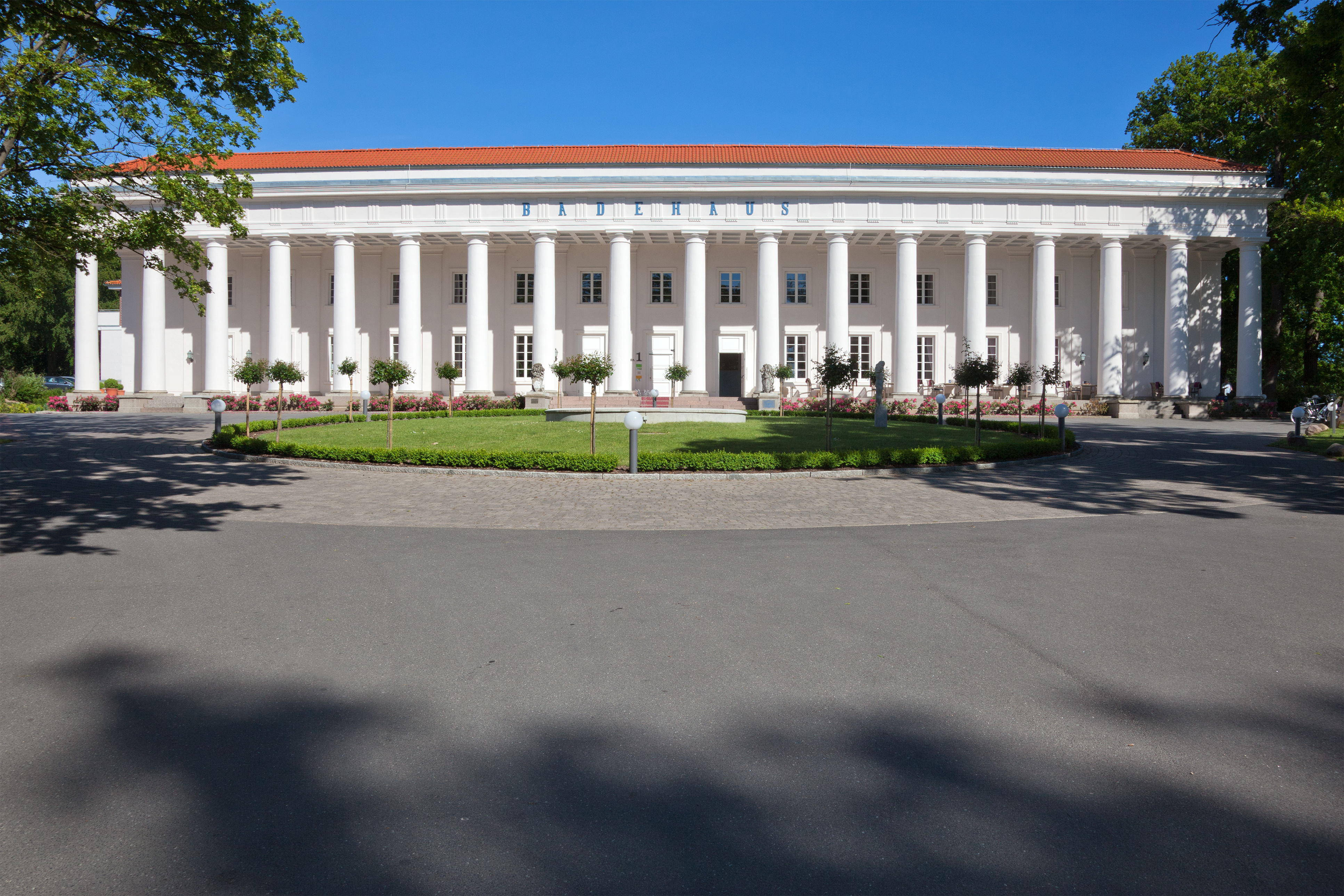
Frontansicht nach Renovierung im 21. Jahrhundert

Fürst Wilhelm Malte I. zu Putbus ließ ab 1816 auf Anregung seines Freundes Karl Graf von Hahn-Neuhaus einen Badehaus-Komplex für seine Residenzstadt Putbus errichten, das als erstes Seebad Rügens gilt. Das für Gäste vorgesehene Haus ganz im Westen der Goor gelegen, erhielt die königliche Genehmigung, den Zusatz Friedrich-Wilhelm-Bad zu tragen. Die Einrichtung bestand zunächst aus zwei Einzelgebäuden, in denen Wannenbäder eingerichtet waren; in der Goor gab es getrennte Freiluft-Bademöglichkeiten für Frauen, Männer und Kinder. Im Jahr 1820 erhielten die Einzelhäuser eine verbindende Blendfassade und vier hölzerne vorgesetzte Säulen. Im Jahr 1824 erfolgte eine rückwärtige Verbindung der früheren Einzelgebäude, so dass nunmehr zwei Innenhöfe entstanden. Die äußere Länge des Hauses beträgt seitdem 50 m. Nachdem der Berliner Architekt Johann Gottfried Steinmeyer direkt in Putbus mehrere Gebäude zur Zufriedenheit des Fürsten entworfen und gebaut hatte, lieferte er auf Auftrag von Malte I. Pläne zum Umbau des Badekomplexes: die gesamte Frontseite wurde im Jahr 1833 im neoklassizistischen Stil umgebaut, 18 steinerne weiße Säulen ersetzten die Holzsäulen, dahinter entstand eine Kolonnade.
Eine imposante Allee führt, zwischen dem jeweils zwei Kilometer entfernten Putbus und Lauterbach verlaufend, auf die beeindruckende Fassade. Das Bauwerk wurde im Laufe der Zeit mehrmals umgebaut. Nach dem Zweiten Weltkrieg und nach der Gründung der DDR  diente es zwischen 1958 und 1990 als Ferienheim des VEB Bandstahlkombinats Hermann Matern des Stammwerkes VEB Eisenhüttenkombinates Ost (EKO) Eisenhüttenstadt. Dieses Betriebsferienheim wurde der Orden Banner der Arbeit verliehen. Das zugehörige Kinder- und Jugendferienlager lag 600 m weiter östlich im Wald. Von 1991 bis 2007 stand es leer und ein Investor wurde gesucht.
Nach einer umfangreichen Sanierung und Rekonstruktion wurde der Hauptbau im April 2007 mit modernen Anbauten zu einem Kurhotel erweitert und mit dem Namen Hotel Badehaus Goor wieder eröffnet, es gehört zur Gruppe der Raulff-Hotels.

## In der Nachbarschaft

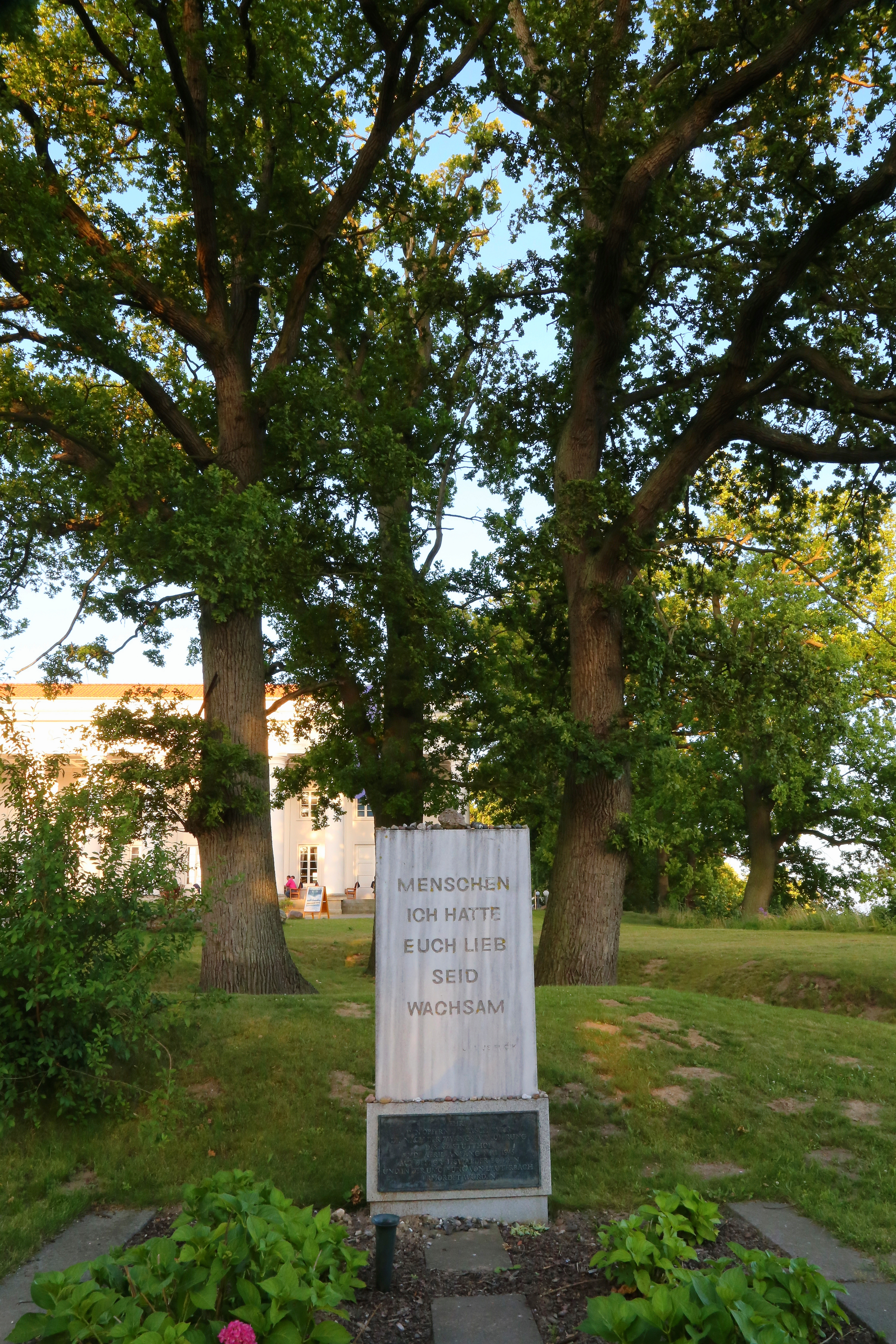
Odf-Gedenkstein

In Sichtweite vom Badehaus wurde nach 1945 eine kleine Gedenkstätte angelegt, die auf einem Beton-Obelisken den Ausspruch von Julius Fučík „Menschen ich hatte euch lieb, seid wachsam“ trägt. Eine am Fuße angebrachte bronzene Tafel erinnert an die Opfer des Faschismus, insbesondere sind die Häftlinge des KZ Stutthof erwähnt, die nach der Zwangsevakuierung am Greifswalder Bodden und in der Umgebung von Lauterbach noch im April/Anfang Mai 1945 ermordet worden waren.

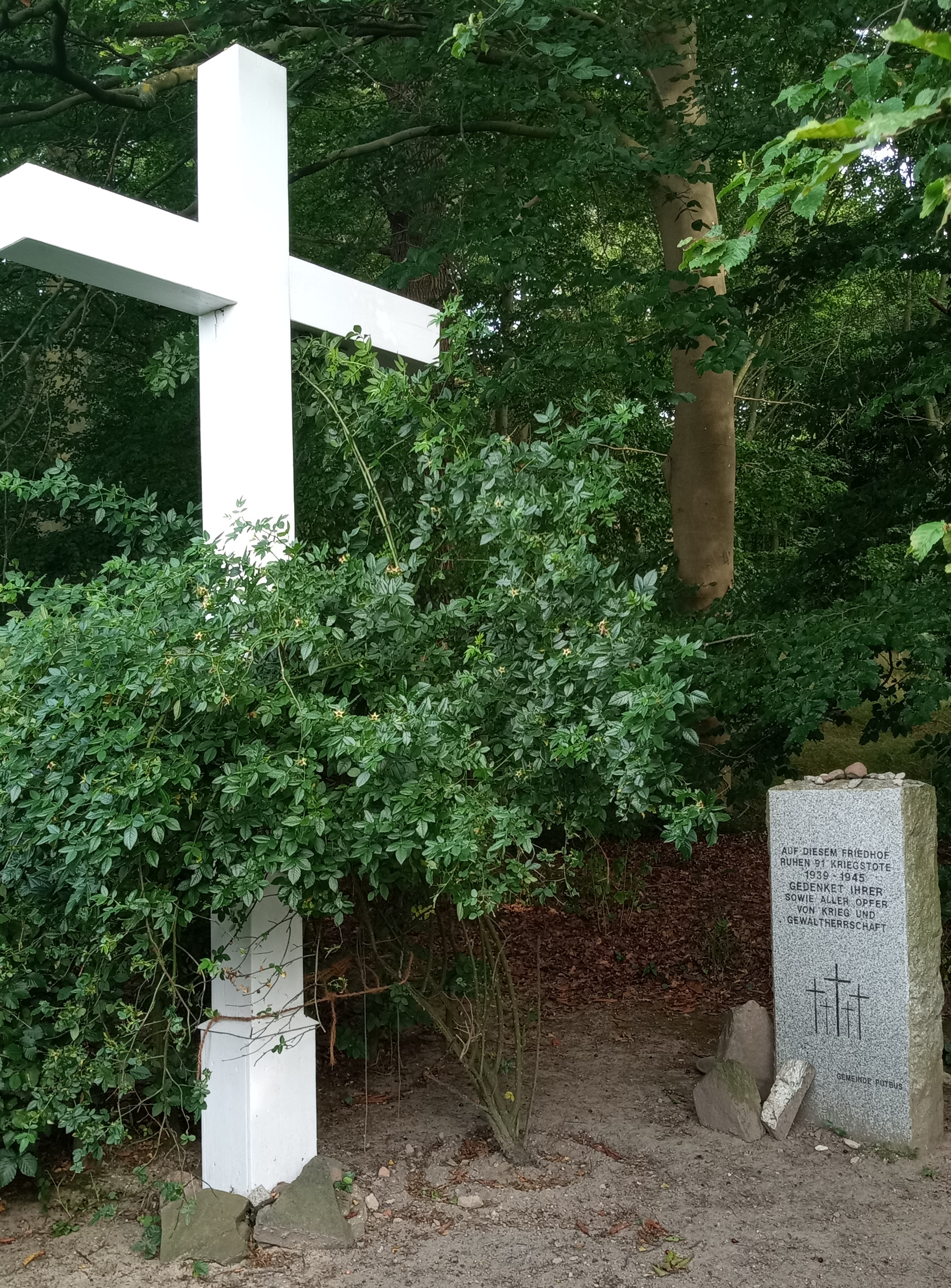
Eingang zum Friedhof Goor

Nördlich des Badehauses, am Nordrand des Goor erstreckt sich ein kleiner, unscheinbarer Friedhof mit Gräbern von 91 Kriegstoten. Gegen Ende des Zweiten Weltkriegs landeten tausende Flüchtlinge und Heimatvertriebene in Lauterbach, die in Barackenlagern untergebracht wurden. Von Hunger geschwächt starben viele Menschen während einer Typhus-Epidemie und wurden dann auf diesem Friedhof begraben. Das älteste Opfer war 91 Jahre alt, die jüngsten waren noch nicht einmal ein Jahr alt.